# Walter Felsenstein

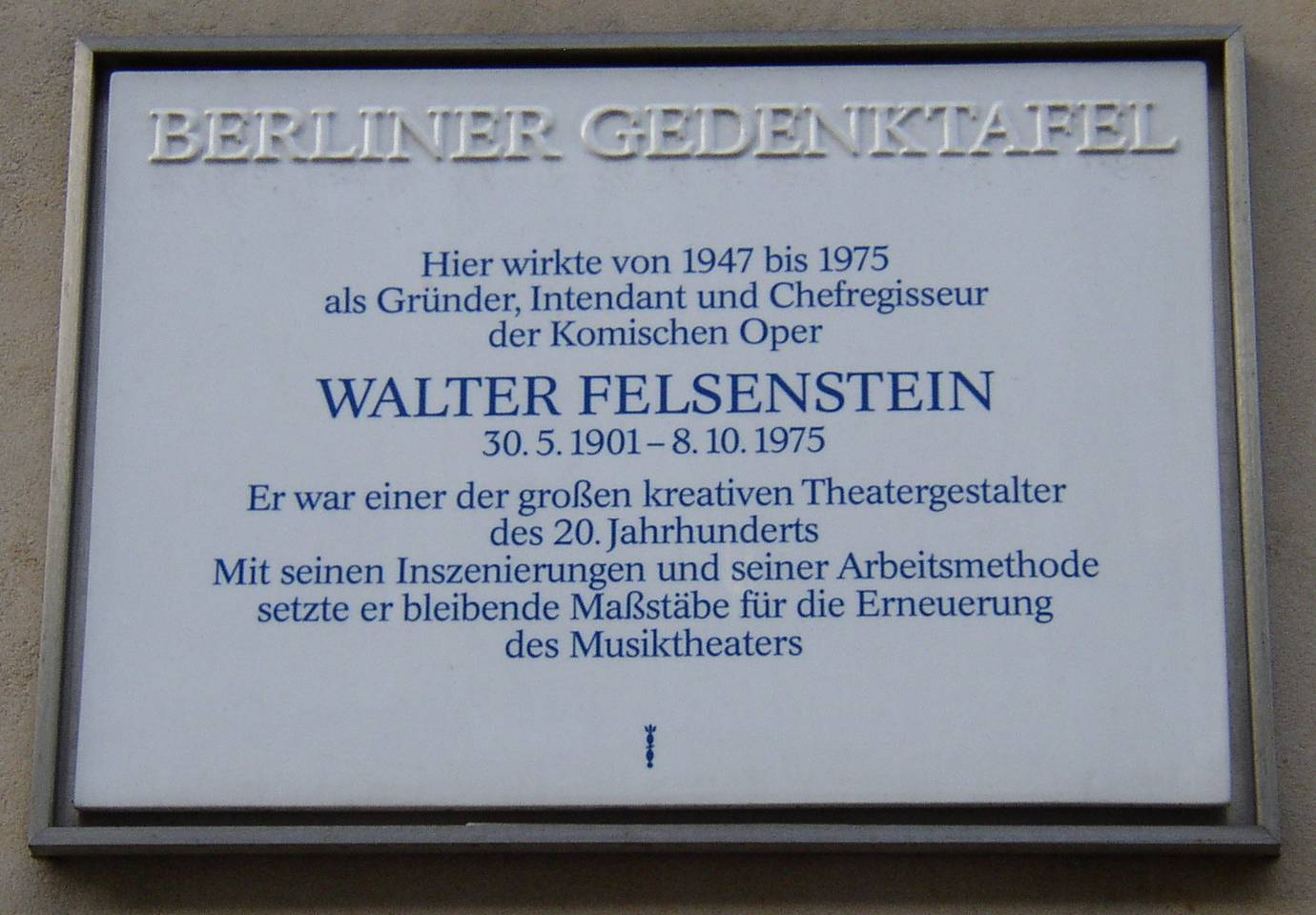
Placa conmemorativa en Berlín.

Walter Felsenstein (*30 de mayo de 1901, Viena-† 8 de octubre de 1975, Berlín Este) fue un director de teatro y ópera austriaco que trabajó en la Ópera Cómica de Berlín.
Uno de los más importantes exponentes del "Regietheater" - "Teatro de director" - donde el drama y argumento cobran mayor importancia que el aspecto puramente musical. Sus más famosos discípulos fueron Götz Friedrich y Harry Kupfer. Su estilo de trabajo semejó al de Stanislavsky en Rusia y aunque en vida no tuvo una carrera internacional importante, es una figura de culto, precursor y formador de intérpretes.
Comenzó su carrera en el Burgtheater vienés y trabajó como actor y director en Lübeck, Mannheim, Basilea y Friburgo de Brisgovia. Entre 1932-34 como director de ópera en Colonia y luego en Fráncfort del Meno y Zúrich.
Entre 1940 y 1944 trabajó en el Teatro Schiller de Berlín y como director invitado en Aquisgrán, Düsseldorf y en el Festival de Salzburgo con Clemens Krauss para Las bodas de Fígaro en 1942.
En 1947 creó la Ópera Cómica de Berlín donde trabajó hasta su muerte. Una característica de las óperas presentadas fue que eran traducidas al alemán.
Fue vicepresidente de la Academia de Arte de la RDA ganando el Premio Nacional en 1950, 1951, 1956, 1960 y 1970.
Sus hijos son Peter Breenner, Johannes y Christoph, todos trabajan en teatro.
En homenaje a su labor pionera en 2006 se editó su producción filmada completa en DVD proveniente de los archivos históricos del teatro alemán.(1)

## Libros
- Walter Felsenstein: Die Pflicht, die Wahrheit zu finden. Suhrkamp, Fráncfort del Meno a.M. 1997. ISBN 3-518-11986-9

- Walter Felsenstein: Theater. Gespräche, Briefe, Dokumente. Hentrich, Berlín 1991. ISBN 3-926175-95-8

- ... nicht Stimmungen, sondern Absichten. Gespräche mit Walter Felsenstein. Verband der Theaterschaffenden der DDR, Berlín, 1986.